# Emily Osment

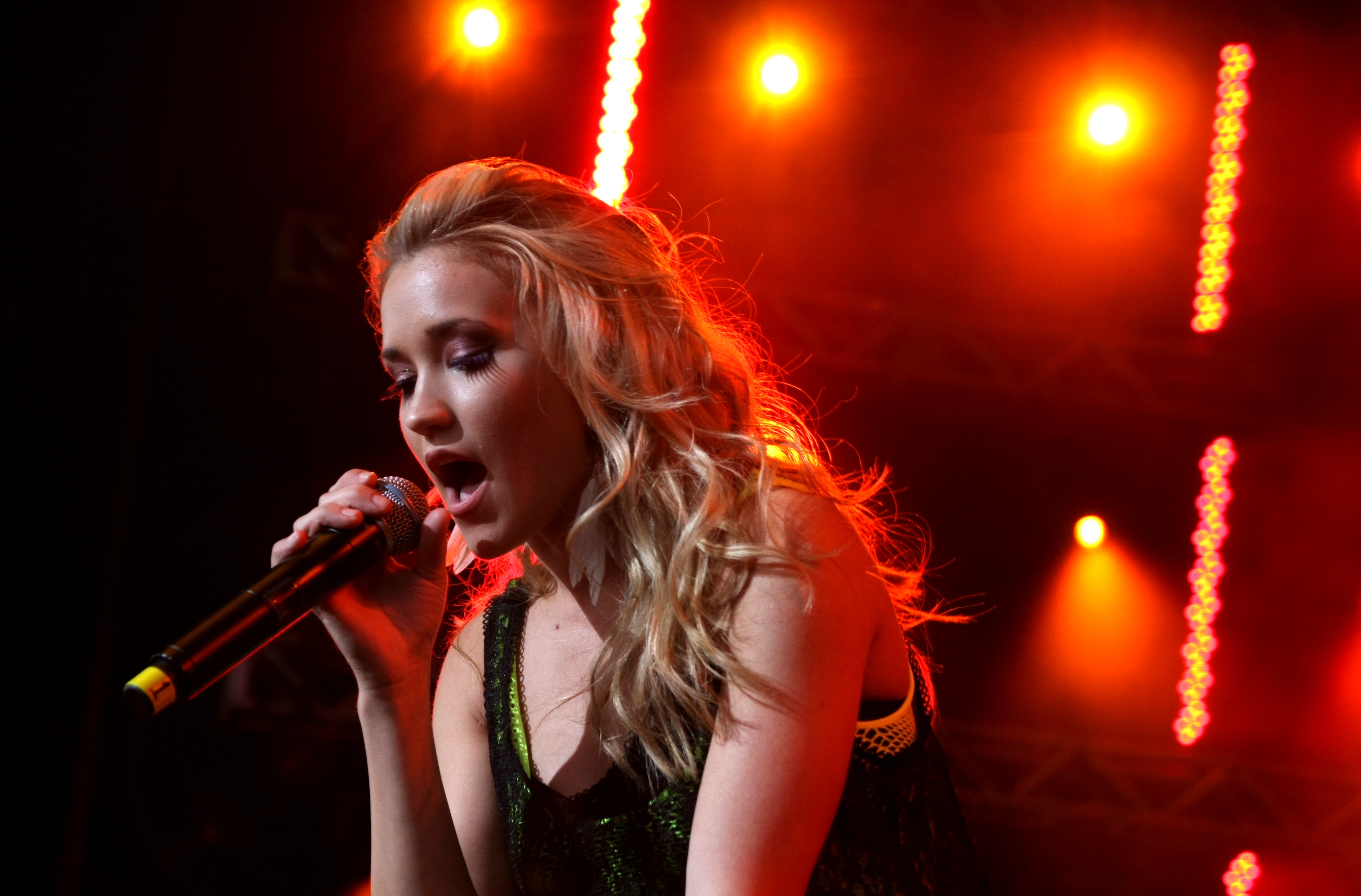
Emily Osment under en konsert 2010.

Emily Jordan Osment, född 10 mars 1992 i Los Angeles, Kalifornien, är en amerikansk skådespelare, sångare och låtskrivare. Hon är yngre syster till skådespelaren Haley Joel Osment.
Osment började sin karriär 1999 med filmen Flickornas hemliga liv, där hon spelar Miranda Aiken. I Spy Kids 2 - De förlorade drömmarnas ö och Spy Kids 3-D: Game Over spelar hon Gerti Giggles som är lillasyster till rollfiguren Gary Giggles.  
Hon är också med i TV-serien Hannah Montana som visas på Disney Channel. Där spelar hon Lilly Truscott och Lola Luftnagle. Osment har gästspelat i ett Vänner-avsnitt i åttonde säsongen. Hon har också varit med i filmen Haunting Hour som Cassie där hennes motspelare är Cody Linley.
Osment medverkar i Disneyfilmen Hitta Pappa (Dadnapped). Hon är även med i filmen Hannah Montana: The Movie tillsammans med bland andra Miley Cyrus, Jason Earles och Mitchel Musso.

## Film
- Cyberbully
- The Secret Life of Girls
- Sarah, Plain and Tall: Winter's End
- Edwurd Fudwupper Fibbed Big
- Spy Kids 2
- Spy Kids 3
- Lilo & Stitch 2
- Holidaze: The Christmas That Almost Didn't Happen
- Spöktimmen: tänk inte på det
- Soccer Mom
- Surviving Sid
- Hannah Montana: The Movie
- Hitta Pappa
- Beverly Hills Chihuahua 2
- Cyberbully
- Beverly Hills Chihuahua 3
- Uppe på vallmokullen
- A Daughter's Nightmare
- Kiss Me
- No Way Jose
- Love Is All You Need?

## TV
- Tredje klotet från solen
- Touched by an Angel
- Vänner
- Hannah Montana
- Shorty McShorts' Shorts
- The Suite Life On Deck
- Jonas L.A.
- Kick Buttowski
- Life with boys
- Family Guy
- 2 1/2 män
- Young & Hungry
- Rainbow Brite
- Young Sheldon

## Musik
Album
| År   | Album           |
| ---- | --------------- |
| 2010 | Fight Or Flight |

EPs
| År   | Album                |
| ---- | -------------------- |
| 2009 | All the Right Wrongs |

Singlar
| År   | Titel                                    | Album                      |
| ---- | ---------------------------------------- | -------------------------- |
| 2007 | I Don't Think About It                   | Radio Disney Jams, Vol. 10 |
| 2008 | If I Didn't Have You (med Mitchel Musso) | DisneyMania 6              |
| 2009 | All the Way Up                           | All the Right Wrongs       |
| 2009 | Run Rudoplh, Run                         | Inget album                |

Musikvdeo
| År   | Titel                                    | Album                                              |
| ---- | ---------------------------------------- | -------------------------------------------------- |
| 2007 | I Don't Think About It                   | The Haunting Hour Volume One: Don't Think About It |
| 2008 | If I Didn't Have You (med Mitchel Musso) | DisneyMania 6                                      |
| 2008 | Once Upon a Dream                        | Princess DisneyMania                               |
| 2009 | Hero In Me                               | Disney Channel Playlist                            |
| 2009 | All the Way Up                           | All the Right Wrongs                               |
| 2009 | Midnight Romeo                           | Midnight Romeo                                     |